# UEFA Champions League slutspil 2010-11
UEFA Champions League 2010-11, slutspil er slutspillet i den europæiske fodboldturnering UEFA Champions Leagues 2010-2011-udgave. Kampene bliver spillet fra den 15. februar 2011 til den 28. maj 2011.

## Runder og lodtrækningsdatoer
Alle lodtrækninger fandt sted i UEFA's hovedkvarter i Nyon i Schweiz.
| Runde              | Lodtrækningsdato            | Første runde                            | Anden runde                             |
| ------------------ | --------------------------- | --------------------------------------- | --------------------------------------- |
| Ottendedelsfinaler | 17. december 2010 12:00 CET | 15.–16. & 22.–23. februar 2011          | 8–9 & 15–16 March 2011                  |
| Kvartfinaler       | 18. marts 2011 12:00 CET    | 5.–6. april 2011                        | 12.–13. april 2011                      |
| Semifinaler        | 18. marts 2011 12:00 CET    | 26.–27. april 2011                      | 3.–4. maj 2011                          |
| Finale             | 18. marts 2011 12:00 CET    | 28. maj 2011 på Wembley Stadium, London | 28. maj 2011 på Wembley Stadium, London |

## Kvalificerede hold
| Gruppe | Vinder (seedet i ottendedelsfinalen) | Nummer to (useedet i ottendedelsfinalen) |
| ------ | ------------------------------------ | ---------------------------------------- |
| A      | Tottenham Hotspur                    | Internazionale                           |
| B      | Schalke 04                           | Lyon                                     |
| C      | Manchester United                    | Valencia                                 |
| D      | Barcelona                            | København                                |
| E      | Bayern München                       | Roma                                     |
| F      | Chelsea                              | Marseille                                |
| G      | Real Madrid                          | Milan                                    |
| H      | Shakhtar Donetsk                     | Arsenal                                  |

## Overblik
|  | Ottendedelsfinaler | Ottendedelsfinaler | Ottendedelsfinaler | Ottendedelsfinaler |   |                | Kvartfinaler | Kvartfinaler | Kvartfinaler | Kvartfinaler |  |             | Semifinaler | Semifinaler | Semifinaler | Semifinaler |           |   | Finale | Finale |
|  |                    |                    |                    |                    |   |                |              |              |              |              |  |             |             |             |             |             |           |   |        |        |
|  | Lyon               | 1                  | 0                  | 1                  |   |                |              |              |              |              |  |             |             |             |             |             |           |   |        |        |
|  | Real Madrid        | 1                  | 3                  | 4                  |   |                |              |              |              |              |  |             |             |             |             |             |           |   |        |        |
|  | Real Madrid        | 1                  | 3                  | 4                  |   | Real Madrid    | 4            | 1            | 5            |              |  |             |             |             |             |             |           |   |        |        |
|  |                    |                    |                    |                    |   | Real Madrid    | 4            | 1            | 5            |              |  |             |             |             |             |             |           |   |        |        |
|  |                    | Tottenham Hotspur  | 0                  | 0                  | 0 |                |              |              |              |              |  |             |             |             |             |             |           |   |        |        |
|  | Milan              | Tottenham Hotspur  | 0                  | 0                  | 0 | 0              | 0            | 0            |              |              |  |             |             |             |             |             |           |   |        |        |
|  | Milan              |                    |                    |                    |   | 0              | 0            | 0            |              |              |  |             |             |             |             |             |           |   |        |        |
|  | Tottenham Hotspur  | 1                  | 0                  | 1                  |   |                |              |              |              |              |  |             |             |             |             |             |           |   |        |        |
|  | Tottenham Hotspur  | 1                  | 0                  | 1                  |   |                |              |              |              |              |  | Real Madrid | 0           | 1           | 1           |             |           |   |        |        |
|  |                    |                    |                    |                    |   |                |              |              |              |              |  | Real Madrid | 0           | 1           | 1           |             |           |   |        |        |
|  |                    | Barcelona          | 2                  | 1                  | 3 |                |              |              |              |              |  |             |             |             |             |             |           |   |        |        |
|  | Arsenal            | Barcelona          | 2                  | 1                  | 3 | 2              | 1            | 3            |              |              |  |             |             |             |             |             |           |   |        |        |
|  | Arsenal            |                    |                    |                    |   | 2              | 1            | 3            |              |              |  |             |             |             |             |             |           |   |        |        |
|  | Barcelona          | 1                  | 3                  | 4                  |   |                |              |              |              |              |  |             |             |             |             |             |           |   |        |        |
|  | Barcelona          | 1                  | 3                  | 4                  |   | Barcelona      | 5            | 1            | 6            |              |  |             |             |             |             |             |           |   |        |        |
|  |                    |                    |                    |                    |   | Barcelona      | 5            | 1            | 6            |              |  |             |             |             |             |             |           |   |        |        |
|  |                    | Shakhtar Donetsk   | 1                  | 0                  | 1 |                |              |              |              |              |  |             |             |             |             |             |           |   |        |        |
|  | Roma               | Shakhtar Donetsk   | 1                  | 0                  | 1 | 2              | 0            | 2            |              |              |  |             |             |             |             |             |           |   |        |        |
|  | Roma               |                    |                    |                    |   | 2              | 0            | 2            |              |              |  |             |             |             |             |             |           |   |        |        |
|  | Shakhtar Donetsk   | 3                  | 3                  | 6                  |   |                |              |              |              |              |  |             |             |             |             |             |           |   |        |        |
|  | Shakhtar Donetsk   | 3                  | 3                  | 6                  |   |                |              |              |              |              |  |             |             |             |             |             | Barcelona | 3 |        |        |
|  |                    |                    |                    |                    |   |                |              |              |              |              |  |             |             |             |             |             |           | 3 |        |        |
|  |                    | Manchester United  | 1                  |                    |   |                |              |              |              |              |  |             |             |             |             |             |           |   |        |        |
|  | Internazionale (u) | Manchester United  | 1                  | 0                  | 3 | 3              |              |              |              |              |  |             |             |             |             |             |           |   |        |        |
|  | Internazionale (u) |                    |                    | 0                  | 3 | 3              |              |              |              |              |  |             |             |             |             |             |           |   |        |        |
|  | Bayern München     | 1                  | 2                  | 3                  |   |                |              |              |              |              |  |             |             |             |             |             |           |   |        |        |
|  | Bayern München     | 1                  | 2                  | 3                  |   | Internazionale | 2            | 1            | 3            |              |  |             |             |             |             |             |           |   |        |        |
|  |                    |                    |                    |                    |   | Internazionale | 2            | 1            | 3            |              |  |             |             |             |             |             |           |   |        |        |
|  |                    | Schalke 04         | 5                  | 2                  | 7 |                |              |              |              |              |  |             |             |             |             |             |           |   |        |        |
|  | Valencia           | Schalke 04         | 5                  | 2                  | 7 | 1              | 1            | 2            |              |              |  |             |             |             |             |             |           |   |        |        |
|  | Valencia           |                    |                    |                    |   | 1              | 1            | 2            |              |              |  |             |             |             |             |             |           |   |        |        |
|  | Schalke 04         | 1                  | 3                  | 4                  |   |                |              |              |              |              |  |             |             |             |             |             |           |   |        |        |
|  | Schalke 04         | 1                  | 3                  | 4                  |   |                |              |              |              |              |  | Schalke 04  | 0           | 1           | 1           |             |           |   |        |        |
|  |                    |                    |                    |                    |   |                |              |              |              |              |  | Schalke 04  | 0           | 1           | 1           |             |           |   |        |        |
|  |                    | Manchester United  | 2                  | 4                  | 6 |                |              |              |              |              |  |             |             |             |             |             |           |   |        |        |
|  | København          | Manchester United  | 2                  | 4                  | 6 | 0              | 0            | 0            |              |              |  |             |             |             |             |             |           |   |        |        |
|  | København          |                    |                    |                    |   | 0              | 0            | 0            |              |              |  |             |             |             |             |             |           |   |        |        |
|  | Chelsea            | 2                  | 0                  | 2                  |   |                |              |              |              |              |  |             |             |             |             |             |           |   |        |        |
|  | Chelsea            | 2                  | 0                  | 2                  |   | Chelsea        | 0            | 1            | 1            |              |  |             |             |             |             |             |           |   |        |        |
|  |                    |                    |                    |                    |   | Chelsea        | 0            | 1            | 1            |              |  |             |             |             |             |             |           |   |        |        |
|  |                    | Manchester United  | 1                  | 2                  | 3 |                |              |              |              |              |  |             |             |             |             |             |           |   |        |        |
|  | Marseille          | Manchester United  | 1                  | 2                  | 3 | 0              | 1            | 1            |              |              |  |             |             |             |             |             |           |   |        |        |
|  | Marseille          |                    |                    |                    |   | 0              | 1            | 1            |              |              |  |             |             |             |             |             |           |   |        |        |
|  | Manchester United  | 0                  | 2                  | 2                  |   |                |              |              |              |              |  |             |             |             |             |             |           |   |        |        |

## Ottendedelsfinaler
| Hold 1         | Samlet | Hold 2            | 1. kamp | 2. kamp |
| -------------- | ------ | ----------------- | ------- | ------- |
| Roma           | 2-6    | Shakhtar Donetsk  | 2-3     | 0-3     |
| Milan          | 0-1    | Tottenham         | 0-1     | 0-0     |
| Valencia       | 2-4    | Schalke 04        | 1-1     | 1-3     |
| Internazionale | 3-3    | Bayern München    | 0-1     | 3-2     |
| Lyon           | 1-4    | Real Madrid       | 1-1     | 0-3     |
| Arsenal        | 3-4    | Barcelona         | 2-1     | 1-3     |
| Marseille      | 1-2    | Manchester United | 0-0     | 1-2     |
| København      | 0-2    | Chelsea           | 0-2     | 0-0     |

### Første kamp
| 15. februar 2011 20:45 |

| Milan | 0 – 1 | Tottenham Hotspur |
| ----- | ----- | ----------------- |
|       |       | Crouch 80' ·      |

| San Siro, Milano Tilskuere: 75.652 Dommer: Stéphane Lannoy (Frankrig |

| 15. februar 2011 20:45 |

| Valencia    | 1 – 1 | Schalke 04 |
| ----------- | ----- | ---------- |
| Soldado 17' |       | Raúl 64' · |

| Estadio Mestalla, Valencia Tilskuere: 42.703 Dommer: Aleksei Nikolaev (Rusland |

| 16. februar 2011 20:45 |

| Arsenal                       | 2 – 1 | Barcelona         |
| ----------------------------- | ----- | ----------------- |
| Van Persie 78' · Arshavin 83' |       | David Villa 26' · |

| Emirates Stadium, London Tilskuere: 59.927 Dommer: Nicola Rizzoli (Italien) |

| 16. februar 2011 20:45 |

| Roma                          | 2 – 3 | Shakhtar Donetsk                              |
| ----------------------------- | ----- | --------------------------------------------- |
| Raţ 28' (selvmål) · Menez 61' |       | Jádson 29' · Douglas 36' · Luiz Adriano 41' · |

| Stadio Olimpico, Rom Tilskuere: 35.873 Dommer: Olegário Benquerença (Portugal) |

| 22. februar 2011 20:45 |

| Lyon      | 1 – 1 | Real Madrid   |
| --------- | ----- | ------------- |
| Gomis 83' |       | Benzema 65' · |

| Stade de Gerland, Lyon Tilskuere: 40.299 Dommer: Wolfgang Stark (Tyskland) |

| 22. februar 2011 20:45 |

| F.C. København | 0 – 2 | Chelsea          |
| -------------- | ----- | ---------------- |
|                |       | Anelka 17, 54' · |

| Parken, København Tilskuere: Björn Kuipers (Holland) |

| 23. februar 2011 20:45 |

| Internazionale | 0 – 1 | Bayern München |
| -------------- | ----- | -------------- |
|                |       | Gómez 90' ·    |

| San Siro, Milano Tilskuere: 75.925 Dommer: Viktor Kassai (Ungarn) |

| 23. februar 2011 20:45 |

| Marseille | 0 – 0 | Manchester United |
| --------- | ----- | ----------------- |
|           |       |                   |

| Stade Vélodrome, Marseille Tilskuere: 57.957 Dommer: Felix Brych (Tyskland |

### Returkamp
| 8. marts 2011 20:45 |

| Shakhtar Donetsk              | 3 – 0 | Roma |
| ----------------------------- | ----- | ---- |
| William 18, 58' · Eduardo 87' |       |      |

| Donbass Arena, Donetsk Tilskuere: 46.543 Dommer: Howard Webb (England) |

| 8. marts 2011 20:45 |

| Barcelona                         | 3 – 1 | Arsenal                  |
| --------------------------------- | ----- | ------------------------ |
| Messi 45+3, 71' (str.) · Xavi 69' |       | Busquets 53' (selvmål) · |

| Camp Nou, Barcelona Tilskuere: 95.486 Dommer: Massimo Busacca (Schweiz) |

| 9. marts 2011 20:45 |

| Tottenham Hotspur | 0 – 0 | Milan |
| ----------------- | ----- | ----- |
|                   |       |       |

| White Hart Lane, London Tilskuere: 35.320 Dommer: Frank De Bleeckere (Belgien) |

| 9. marts 2011 20:45 |

| Schalke 04                        | 3 – 1 | Valencia       |
| --------------------------------- | ----- | -------------- |
| Farfán 40, 90+4' · Gavranović 52' |       | R. Costa 17' · |

| Veltins-Arena, Gelsenkirchen Tilskuere: 53.517 Dommer: Jonas Eriksson (Sverige) |

| 15. marts 2011 20:45 |

| Bayern München         | 2 – 3 | Internazionale                         |
| ---------------------- | ----- | -------------------------------------- |
| Gómez 21' · Müller 31' |       | Eto'o 4' · Sneijder 63' · Pandev 88' · |

| Allianz Arena, München Tilskuere: 66.000 Dommer: Pedro Proença (Portugal) |

| 15. marts 2011 20:45 |

| Manchester United | 2 – 1 | Marseille             |
| ----------------- | ----- | --------------------- |
| Chicharito 5, 75' |       | Brown 82' (selvmål) · |

| Old Trafford, Manchester Tilskuere: 73.996 Dommer: Carlos Velasco Carballo (Spanien) |

| 16. marts 2011 20:45 |

| Real Madrid                              | 3 – 0 | Lyon |
| ---------------------------------------- | ----- | ---- |
| Marcelo 37' · Benzema 66' · Di María 76' |       |      |

| Estadio Santiago Bernabéu, Madrid Tilskuere: 70.034 Dommer: Damir Skomina (Slovenien) |

| 16. marts 2011 20:45 |

| Chelsea | 0 – 0 | F.C. København |
| ------- | ----- | -------------- |
|         |       |                |

| Stamford Bridge, London Tilskuere: 36.454 Dommer: Svein Oddvar Moen (Norge |

## Kvartfinaler
| Hold 1      | Samlet | Hold 2            | 1. kamp | 2. kamp |
| ----------- | ------ | ----------------- | ------- | ------- |
| Real Madrid | 5-0    | Tottenham         | 4-0     | 1-0     |
| Chelsea     | 1-3    | Manchester United | 0-1     | 1-2     |
| Barcelona   | 6-1    | Shakhtar Donetsk  | 5-1     | 1-0     |
| Inter       | 3-7    | Schalke 04        | 2-5     | 1-2     |

### Første kamp
| 5. april 2011 20:45 |

| Real Madrid                                     | 4 – 0 | Tottenham Hotspur |
| ----------------------------------------------- | ----- | ----------------- |
| Adebayor 4, 57' · Di María 72' · C. Ronaldo 87' |       |                   |

| Santiago Bernabéu, Madrid Tilskuere: 77.427 Dommer: Felix Brych (Tyskland) |

| 5. april 2011 20:45 |

| Inter                     | 2 – 5 | Schalke 04                                                     |
| ------------------------- | ----- | -------------------------------------------------------------- |
| Stanković 1' · Milito 34' |       | Matip 17' · Edu 40, 75' · Raúl 53' · Ranocchia 57' (selvmål) · |

| San Siro, Milano Tilskuere: 72.770 Dommer: Martin Atkinson, (England) |

| 6. april 2011 20:45 |

| Chelsea | 0 – 1 | Manchester United |
| ------- | ----- | ----------------- |
|         |       | Rooney 24' ·      |

| Stamford Bridge, London Tilskuere: 37.915 Dommer: Alberto Undiano Mallenco, (Spanien) |

| 6. april 2011 20:45 |

| Barcelona                                                    | 5 – 1 | Shakhtar Donetsk |
| ------------------------------------------------------------ | ----- | ---------------- |
| Iniesta 2' · D. Alves 34' · Piqué 53' · Keita 61' · Xavi 86' |       | Rakitskiy 60' ·  |

| Camp Nou, Barcelona Tilskuere: 86.518 Dommer: Craig Thomson, (Skotland) |

### Returkamp
| 12. april 2011 20:45 |

| Shakhtar Donetsk | 0 – 1 | Barcelona   |
| ---------------- | ----- | ----------- |
|                  |       | Messi 43' · |

| Donbass Arena, Donetsk Tilskuere: 51.759 Dommer: Florian Meyer (Tyskland) |

| 12. april 2011 20:45 |

| Manchester United         | 2 – 1 | Chelsea      |
| ------------------------- | ----- | ------------ |
| Chicharito 43' · Park 77' |       | Drogba 77' · |

| Old Trafford, Manchester Tilskuere: 74.672 Dommer: Olegário Benquerença (Portugal) |

| 13. april 2011 20:45 |

| Schalke 04             | 2 – 1 | Inter       |
| ---------------------- | ----- | ----------- |
| Raúl 45' · Höwedes 81' |       | Motta 49' · |

| Veltins-Arena, Gelsenkirchen Tilskuere: 54.142 Dommer: Damir Skomina (Slovenien) |

| 13. april 2011 20:45 |

| Tottenham Hotspur | 0 – 1 | Real Madrid      |
| ----------------- | ----- | ---------------- |
|                   |       | C. Ronaldo 50' · |

| White Hart Lane, London Tilskuere: 34.311 Dommer: Nicola Rizzoli (Italien) |

## Semifinaler
| Hold 1      | Samlet | Hold 2            | 1. kamp | 2. kamp |
| ----------- | ------ | ----------------- | ------- | ------- |
| Schalke 04  | 1-6    | Manchester United | 0-2     | 1-4     |
| Real Madrid | 1-3    | FC Barcelona      | 0-2     | 1-1     |

### Første kamp
| 26. april 2011 20:45 |

| Schalke 04 | 0 – 2 | Manchester United        |
| ---------- | ----- | ------------------------ |
|            |       | Giggs 67' · Rooney 69' · |

| Veltins-Arena, Gelsenkirchen Tilskuere: 54.142 Dommer: Carlos Velasco Carballo (Spanien) |

| 27. april 2011 20:45 |

| Real Madrid | 0 – 2 | Barcelona       |
| ----------- | ----- | --------------- |
|             |       | Messi 76, 87' · |

| Santiago Bernabéu, Madrid Tilskuere: 71.567 Dommer: Wolfgang Stark (Tyskland) |

### Returkamp
| 3. maj 2011 20:45 |

| Barcelona | 1 – 1 | Real Madrid   |
| --------- | ----- | ------------- |
| Pedro 54' |       | Marcelo 64' · |

| Camp Nou, Barcelona Tilskuere: 95.701 Dommer: Frank De Bleeckere (Belgien) |

| 4. maj 2011 20:45 |

| Manchester United                            | 4 – 1 | Schalke 04   |
| -------------------------------------------- | ----- | ------------ |
| Valencia 26' · Gibson 31' · Anderson 72, 76' |       | Jurado 35' · |

| Old Trafford, Manchester Tilskuere: 74.687 Dommer: Pedro Proença (Portugal) |

## Finale
| 28. maj 2011 20:45 |

| Barcelona                         | 3 – 1   | Manchester United  |
| --------------------------------- | ------- | ------------------ |
| Pedro 27' · Messi 54' · Villa 69' | rapport | Wayne Rooney 34' · |

| Wembley Stadium, London Tilskuere: 87.695 Dommer: Viktor Kassai, Ungarn |